# Okręg wyborczy nr 21 do Sejmu Rzeczypospolitej Polskiej (1991–1993)
Okręg wyborczy nr 21 do Sejmu Rzeczypospolitej Polskiej (1991–1993) obejmował województwo koszalińskie i słupskie. W ówczesnym kształcie został utworzony w 1991. Wybieranych było w nim 9 posłów w systemie proporcjonalnym.
Siedzibą okręgowej komisji wyborczej był Koszalin.

## Wybory parlamentarne 1991
Głosowanie odbyło się 27 października 1991.
| Komitet wyborczy                                      | Komitet wyborczy                                                  | Głosów | %     | Mandaty | Wybrani posłowie  |
| ----------------------------------------------------- | ----------------------------------------------------------------- | ------ | ----- | ------- | ----------------- |
|                                                       | Sojusz Lewicy Demokratycznej                                      | 33 081 | 13,78 | 1       | Ryszard Ulicki    |
|                                                       | Unia Demokratyczna                                                | 31 535 | 13,14 | 1       | Jan Król          |
|                                                       | Polskie Stronnictwo Ludowe Sojusz Programowy                      | 25 232 | 10,51 | 1       | Zbigniew Galek    |
|                                                       | Konfederacja Polski Niepodległej                                  | 13 825 | 5,76  | –       |                   |
|                                                       | Porozumienie Obywatelskie Centrum                                 | 13 462 | 5,61  | 1       | Zdzisław Dubiella |
|                                                       | Niezależny Samorządny Związek Zawodowy „Solidarność”              | 13 041 | 5,43  | 1       | Edward Müller     |
|                                                       | Chrześcijańska Demokracja                                         | 12 858 | 5,36  | 1       | Władysław Staniuk |
|                                                       | Kongres Liberalno-Demokratyczny                                   | 12 742 | 5,31  | 1       | Wiesław Wójcik    |
|                                                       | Partia X                                                          | 11 580 | 4,82  | 1       | Waldemar Jędryka  |
|                                                       | Wyborcza Akcja Katolicka                                          | 10 403 | 4,33  | –       |                   |
|                                                       | Polska Partia Przyjaciół Piwa                                     | 8977   | 3,74  | –       |                   |
|                                                       | Porozumienie Ludowe                                               | 7967   | 3,32  | –       |                   |
|                                                       | Partia Chrześcijańskich Demokratów                                | 6715   | 2,80  | –       |                   |
|                                                       | Unia Polityki Realnej                                             | 5680   | 2,37  | –       |                   |
|                                                       | Niezależni – Przedsiębiorcy                                       | 5604   | 2,33  | –       |                   |
|                                                       | Wyborczy Blok Mniejszości                                         | 5182   | 2,16  | –       |                   |
|                                                       | Stronnictwo Demokratyczne                                         | 4127   | 1,72  | –       |                   |
|                                                       | Samoobrona Rolników                                               | 3247   | 1,35  | –       |                   |
|                                                       | Zdrowa Polska – Sojusz Ekologiczny                                | 2676   | 1,11  | –       |                   |
|                                                       | Ruch Demokratyczno-Społeczny                                      | 2508   | 1,04  | –       |                   |
|                                                       | Polska Partia Ekologiczna – Zieloni                               | 2201   | 0,92  | –       |                   |
|                                                       | Kongres Rzeczypospolitej Samorządnej                              | 2125   | 0,89  | –       |                   |
|                                                       | Koalicja Polskiej Partii Ekologicznej i Polskiej Partii Zielonych | 1932   | 0,80  | –       |                   |
|                                                       | Polski Związek Zachodni                                           | 1228   | 0,51  | 1       | Ryszard Bogusz    |
|                                                       | Stronnictwo Narodowe                                              | 1162   | 0,48  | –       |                   |
|                                                       | Ruch Chrześcijańsko-Społeczny „Przymierze”                        | 824    | 0,34  | –       |                   |
|                                                       | Białoruski KW                                                     | 154    | 0,06  | –       |                   |
| Frekwencja: 40,07% Źródło: Państwowa Komisja Wyborcza |                                                                   |        |       |         |                   |